# Раджабов, Азам Талбиевич
Азам Талбиевич Раджабов (род. 21 января 1993, Рогун) — белорусский футболист, полузащитник пинской «Волны».

## Клубная карьера
Воспитанник витебского футбола, первый тренер Валерий Евгеньевич Новиков, также тренировался у Юрия Дмитриевича Ковбы и Юрия Васильевича Коноплёва. В 2010 году выступал за дубль «Витебска», на следующий год перешёл в киевское «Динамо», где играл за молодёжную команду и дубль, селекционеры киевлян заметили его по выступлениям за юношескую сборную Беларуси.
В июле 2013 года расторг по обоюдному согласию контракт с киевлянами и присоединился к белорусскому клубу «Гомель». Дебютировал во взрослом футболе 21 июля 2013 года в матче высшей лиги Беларуси против «Славии». В своём первом сезоне сыграл 12 матчей. Перед началом сезона-2014 «Гомель» усилил линию полузащиты и Раджабов стал получать гораздо меньше игрового времени — сыграл в 2014 году лишь 40 минут в двух матчах. В июле 2014 года покинул команду.
В июле 2014 года вернулся в свой первый клуб — «Витебск», выступавший в первой лиге Беларуси. Закрепился в основе витебского клуба и помог ему вернуться в Высшую лигу по результатам сезона 2014. В сезоне 2015 играл в основе на позиции флангового нападающего. Сезон 2016 был вынужден полностью пропустить из-за травмы. В первой половине 2017 года выступал за дубль «Витебска», за основной состав сыграл только в одном матче Кубка Беларуси. В августе был отдан в аренду «Орше». В начале 2018 года тренировался с витебской командой, однако в феврале клуб решил не продлевать сотрудничество с полузащитником.
Вскоре после ухода из «Витебска» присоединился к новополоцкому «Нафтану», в составе которого начал сезон 2018. Играл преимущественно в стартовом составе, в начале сезона 2019 появлялся на поле редко, в основном выходил на замену, с сентября вновь стал играть в основе. По окончании сезона 2019 покинул команду.
В августе 2020 года присоединился к пинской «Волне». В 2020 году играл в стартовом составе команды, в начале сезона 2021 преимущественно выходил на замену, с августа закрепился в основе. В январе 2022 года продлил контракт с пинским клубом. В декабре 2023 года футболист подписал с клубом новый контракт.

## Международная карьера
Азам Раджабов выступал за юношескую и молодёжную сборную Беларуси.

## Семья
Отец Азама — таджик, а мать — белоруска. В середине 1990-х годов семья переехала из Таджикистана в Витебск.